# Беркенгейм, Борис Моисеевич
Борис Моисеевич Беркенгейм (1885, Москва — 1959, Москва) — советский химик, доктор химических наук, профессор. Заслуженный деятель науки и техники РСФСР.

## Биография
Младший сын в семье купца первой гильдии Моисея Соломоновича Беркенгейма и его жены Аграфены Коган, перебравшихся в Москву из Динабурга.
После окончания с золотой медалью гимназии в Москве поступил на физико-математическое отделение Московского университета. В 1905 году принял участие в студенческих беспорядках и был вынужден покинуть страну. До 1910 года жил в Гейдельберге, затем продолжил учёбу в Московском университете под руководством Н. Д. Зелинского и был оставлен при кафедре химии после его окончания. Работал в лаборатории Н. А. Шилова, занимался исследованиями фотографических проявителей. В годы Первой мировой войны заведовал лабораторией Красного Креста Юго-Западного фронта, вместе со старшим братом занимался конструированием противогазов. После демобилизации преподавал химию в Киеве, где после революции был назначен профессором и заместителем ректора Киевского рабоче-крестьянского университета.
В 1921—1927 годах (с момента основания университета) профессор и заведующий кафедрой неорганической химии медицинского и педагогического факультетов Белорусского государственного университета в Минске, а с 1927 года — в Москве, профессор и заведующий кафедрой химии Государственного центрального института физической культуры (ГЦИФК) (1927—1935). Основал журналы «Химия и социалистическое хозяйство», «Успехи химии» (1932) — был его первым редактором. Наладил производство сульфамидных препаратов. В 1927—1934 годах научный сотрудник редакции «Технической энциклопедии» под редакцией Л. К. Мартенса, автор статей по тематике «химия». В годы Великой Отечественной войны — в Молотове.
Заведующий кафедрой неорганической химии МГУ, преподавал также в МХТИ им. Д.И. Менделеева и Московском авиационно-технологическом институте.

## Семья
Четверо братьев и две сестры.
- Абрам Моисеевич Беркенгейм (1867—1938), химик-органик, один из основоположников российской химико-фармацевтической промышленности.
- Григорий (Гирш) Моисеевич Беркенгейм (1872—1919), домашний врач семьи Л. Н. Толстого, во время Русско-японской войны — врач офицерского госпиталя и заведующий медицинской частью Харбинского управления, награждён орденами св. Станислава и св. Анны III степени.
- Александр Моисеевич Беркенгейм (1878—1932), эсер, один из учредителей Политического Красного Креста и лидеров кооперативного движения в России, председатель Союза еврейских кооперативных обществ в Польше (его внук — писатель С. Е. Каледин). Ещё один брат Леон (1866 — после 1914)[11], врач, покончил с собой (не ранее 1914 года).
- Жена — Таисия Ивановна Беркенгейм (1895—1989), химик[12].
  - Сын — Борис Борисович Беркенгейм (1919—2019), химик-технолог, был женат на Брониславе Михайловне Беркенгейм (урождённая Король, 1919—1977), заведующей химической лабораторией на Московской косметической фабрике «Рассвет», дочери организатора кинопроиздовства М. Д. Короля. Внук — Александр Борисович Беркенгейм (род. 1944), инженер и изобретатель в области кинотехники.

## Публикации
- Химическая война / составил П. А. Соколов; под редакцией Б. М. Беркенгейма; с предисловием председателя Белорусской организации «Доброхима» И. А. Адамовича. Минск: Доброхим БССР, 1924.
- Техническая энциклопедия: Справочник физических, химических и технологических величин / Гл. ред. Л. К. Мартенс. Составители Б. М. Беркенгейм и др. — ТТ. 1—10. М.: Советская энциклопедия, 1927—1936.
- Фриц Эфраим. Неорганическая химия: рук. для углубл. изучения и для справок / ред., пер., авт. предисл. Б. М. Беркенгейм. Л.: Госхимтехиздат (Ленинградское отделение), 1932.
- Тиль А. Физико-химический практикум: Пер. с нем., ред. Б. Беркенгейма. М.—Л.: Гос. химико-техническое изд-во, 1933.
- Выдающийся химик современности Н. Д. Зелинский. М.: Знание, 1951.
- Джон Митчелл. Акваметрия / Пер. с англ. и ред. проф. Б. М. Беркенгейма. М.: Издательство иностранной литературы, 1952.
- Руководство по препаративной неорганической химии / Под ред. Г. Брауера, проф.; Пер. с нем. заслуж. деятеля науки и техники д-ра хим. наук проф. Б. М. Беркенгейма. М.: Издательство иностранной литературы, 1956.
- Путешествие в мир химии / Зигмар Шпаусус; Пер. с нем. и ред. проф. Б. М. Беркенгейма. М.: Учпедгиз, 1959 (2-е издание — М.: Просвещение, 1967).
- Зигмар Шпаусус. Новая химия / Пер. с англ. Б. М. Беркенгейма. М.: Издательство АН СССР, 1959, 1960.
- Эрих Тило. Неорганическая химия в вопросах и ответах / Пер. с 7-го нем. изд. проф. Б. М. Беркенгейма. М.: Высшая школа, 1961.